# خلیج مکلنبورگ

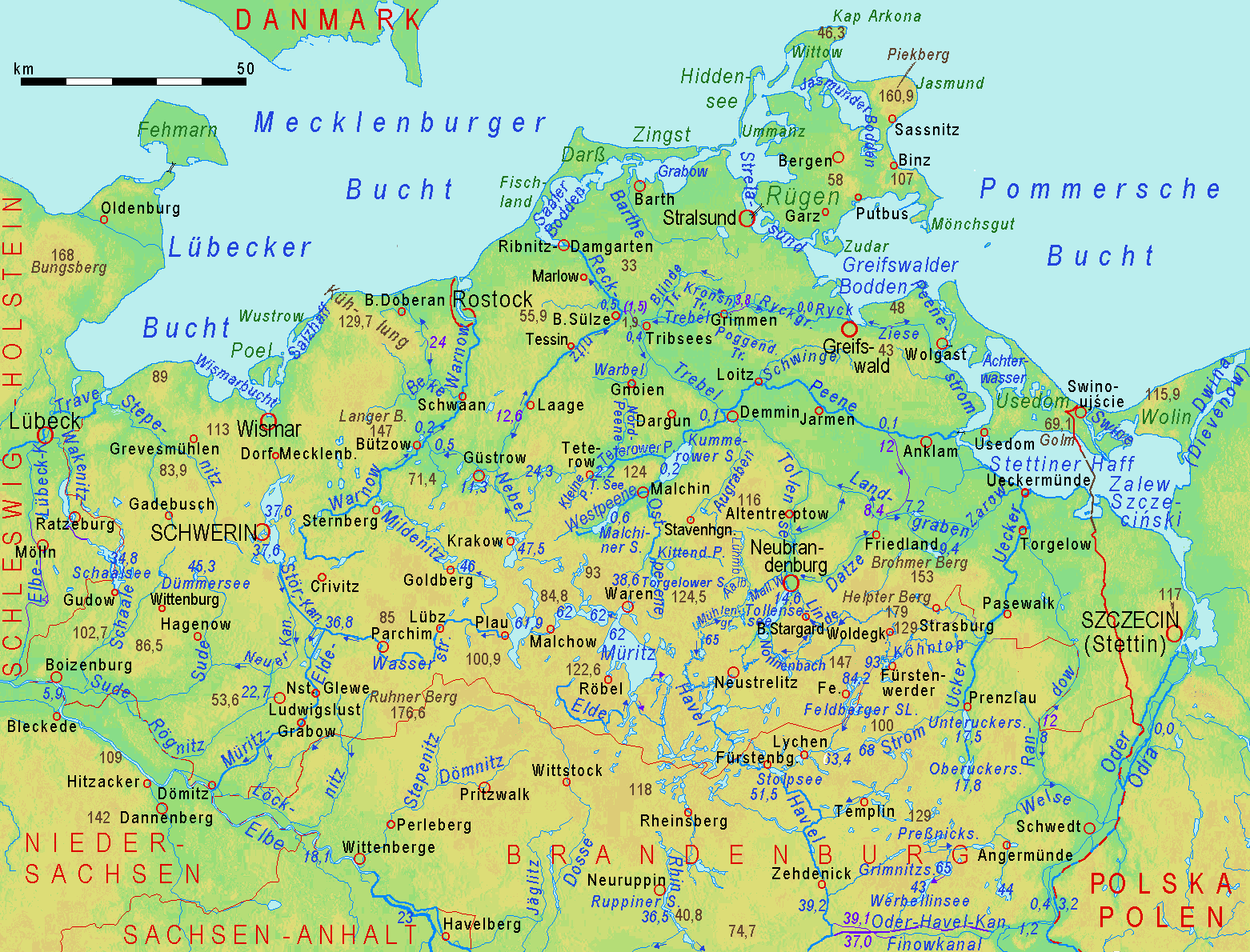

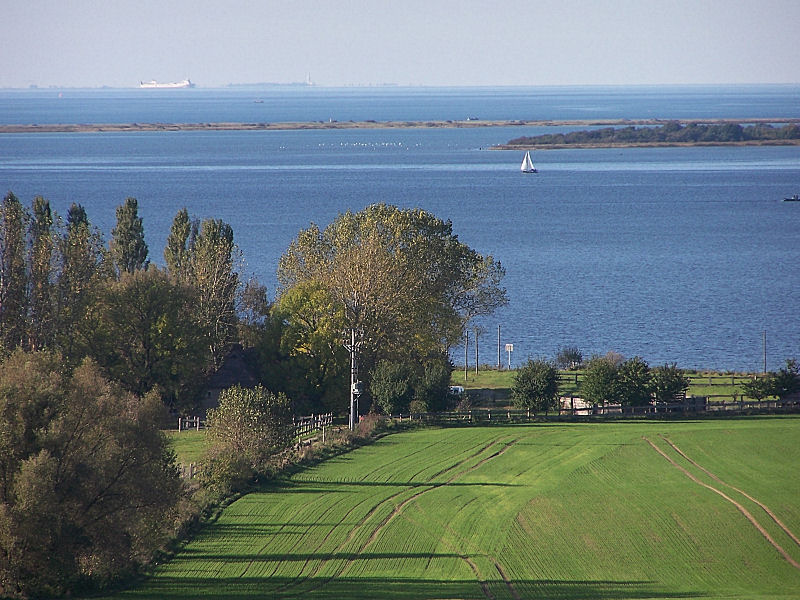

خلیج مکلنبورگ (به آلمانی: Mecklenburger Bucht) در شمال ایالت مکلنبورگ-فورپومرن آلمان واقع است. این خلیج از نظر ارتباط‌های دریایی دارای اهمّیت است. از بنادرمهم این خلیج می‌توان: وارنموند و پوتگاردن را نام برد.